# هاري هيل (دراج)
هاري هيل (بالإنجليزية: Harry Hill)‏ مواليد 8 مايو 1916 في لانكشر، إنجلترا - الوفاة 31 يناير 2009 في مانشستر الكبرى، إنجلترا، كان دراج إنجليزي. سبق أن شارك في دورة الألعاب الأولمبية الصيفية وفاز بميدالية أولمبية.

## الميداليات
| الميدالية | المسابقة                       |
| --------- | ------------------------------ |
| برونزية   | الألعاب الأولمبية الصيفية 1936 |

## روابط خارجية
- هاري هيل على موقع أرشيف الدراجات (الإنجليزية)
- هاري هيل على موقع أوليمبيديا (الإنجليزية)